# سوراخ مهره‌ای
سوراخ مهره‌ای (به انگلیسی: Vertebral foramen) از اتصال دو انتهای قوس مهره‌ای به قسمت پشتی جسم مهره ایجاد می‌گردد. سوراخ‌های مهره‌ای در طول ستون فقرات، مجرای نخاعی را به وجود می‌آورند که مجرای مهره‌ای نیز نامیده می‌شود.